# Buffalo Bill

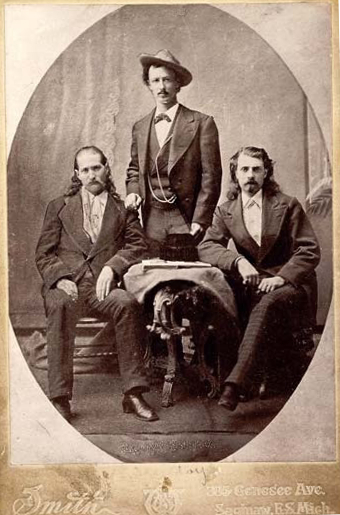
Wild Bill Hickok (links), Texas Jack Omhundro (midden), Buffalo Bill Cody (rechts)

Buffalo Bill (Le Claire (Iowa), 26 februari 1846 – Denver, 10 januari 1917), eigenlijk William Frederick Cody, was een van de kleurrijkste figuren uit het Wilde Westen.

## Bijnaam en levensloop
Zijn bijnaam kreeg hij toen hij een baan aannam om de werkers aan de Kansas Pacific Spoorweg te voorzien van bizonvlees (de Engelse benaming voor de bizon is buffalo). De bijnaam werd eerder al gegeven aan een zekere Bill Comstock. Cody won de bijnaam toen hij in een wedstrijd "buffels schieten" won met 69 tegen 48.
Hij had veel baantjes, waaronder huidenjager (trapper), stierenvanger, goudzoeker (Fifty-niner) in Colorado, ruiter in de Pony Express in 1860, gids bij kolonistenkaravanen, menner van postkoetsen, soldaat in de Amerikaanse Burgeroorlog en hotelmanager. Hij werd beroemd door zijn Wild West Show.
William Cody ontving in 1872 de eremedaille (Medal of Honor) voor "betoonde moed in actie" gedurende zijn dienst als burgerverkenner voor de Cavalerie. Deze medaille werd op 5 februari 1917, 26 dagen na zijn dood, weer ingetrokken, omdat hij burger was en er geen recht op had, volgens nieuwe richtlijnen die het leger in 1917 uitgaf. In 1989 werd de medaille nogmaals aan hem toegekend.

## Wild West Show

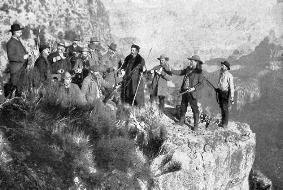
In de Grand Canyon

Na zijn belevenissen in het "westen" ging Buffalo Bill de showbusiness in. Hij toerde door de Verenigde Staten met spektakels gebaseerd op zijn "western"-avonturen. In 1883 richtte hij met de scherpschutter William Frank "Doc" Carver "Cody & Carver's Rocky Mountain and Prairie Exhibition" op, later de "Buffalo Bill Wild West Show" en "Buffalo Bill's Wild West and Congress of Rough Riders of the World" geheten, een circusachtige attractie die jarenlang rondtrok. Zowel Annie Oakley (een vrouwelijke scherpschutter) als Sitting Bull maakten deel uit van deze show, alsook Cody's vriend Texas Jack, die model stond voor de geïdealiseerde cowboy. De show van Buffalo Bill inspireerde Irving Berlin tot het schrijven van de musical Annie Get Your Gun in 1946.
In 1887 trad hij met het hele circus op in Londen bij de viering van het jubileum van koningin Victoria. Daarbij was Black Elk (Zwart Hert) ook aanwezig, de jonge medicijnman van de Oglala Sioux. In 1889 maakte Buffalo Bill een tour door Europa, inclusief de Wereldtentoonstelling in Parijs. Hij sloeg zijn tenten op in de nabijheid van de wereldtentoonstelling van 1893 in Chicago, een slimme zet die zeer bijdroeg tot zijn populariteit. Toen in 1900 de Boxeropstand het nieuws beheerste, speelde Cody daarop in door zijn indianen te transformeren tot Chinezen, compleet met een vlecht in het haar.

Tijdens zijn veelbewogen leven zag hij het Amerikaanse westen dramatisch veranderen. Tegen het eind van zijn leven maakte hij nog mee dat in zijn geliefde Wyoming de exploitatie van steenkool, aardolie en aardgas begon. In 1904 werd in de Shoshone-rivier een stuwdam gebouwd voor de opwekking van elektriciteit en voor irrigatie. Deze kreeg de naam Buffalo Billdam.
Na zijn dood werd hij op eigen verzoek begraven in het Lookout Mountain Park in Colorado, even ten westen van de stad Denver aan de rand van de Rocky Mountains en uitkijkend over de grote vlakte (Great Plains).

## Nalatenschap

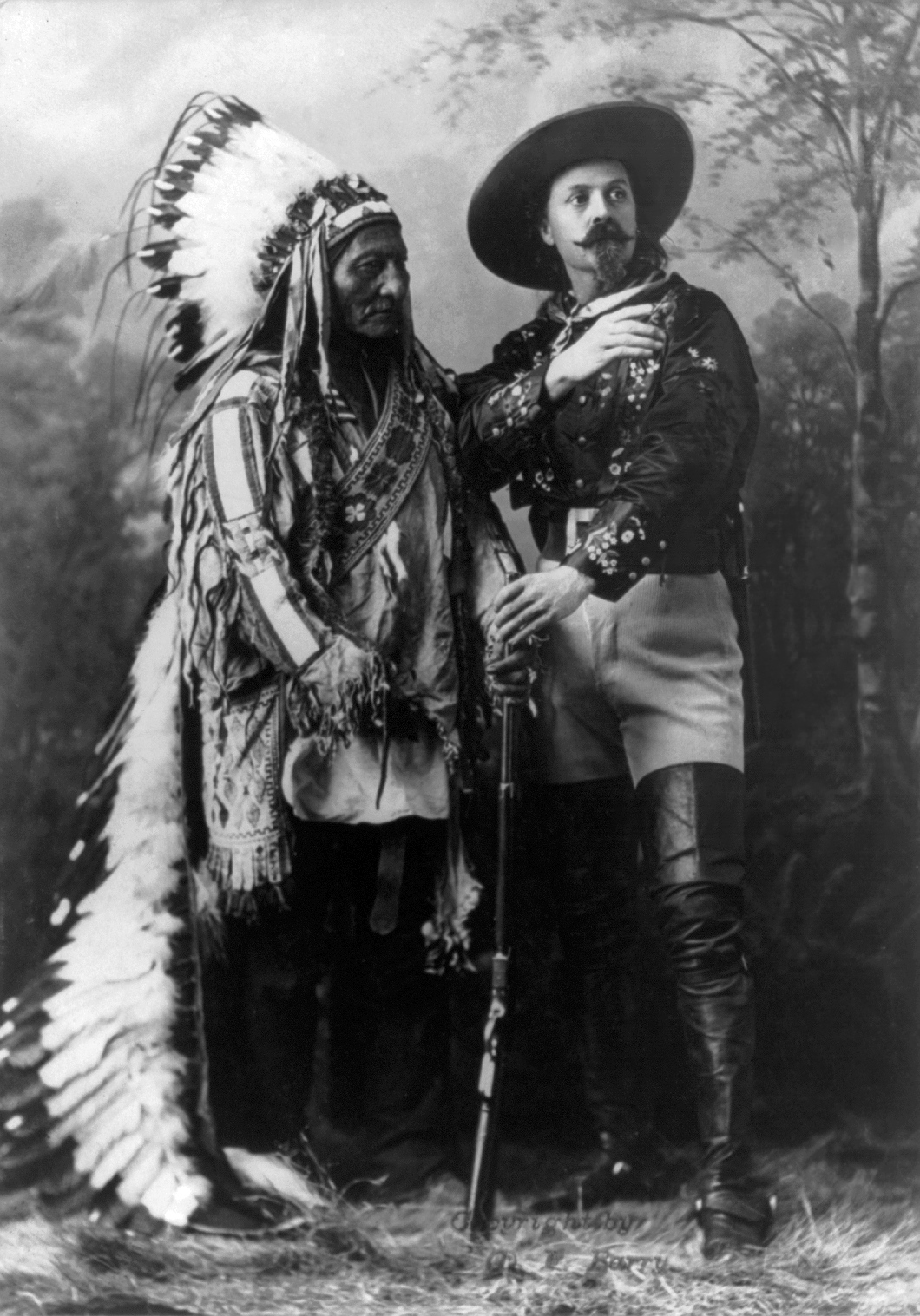
Sitting Bull en Buffalo Bill in 1885

Buffalo Bill mag dan een ruige buitenman zijn geweest, hij had zeker een liberale inslag met zijn uitgesproken mening over de rechten van zowel indianen als vrouwen en hoewel hij bekend werd als doder van buffels sprak hij zich uit voor conservering van dit Amerikaanse symbool. Hij was tegenstander van de huidenjacht en vóór instelling van een jachtseizoen.
Vanuit zijn ervaring als verkenner met respect voor de oorspronkelijke bevolking zei hij eens:
"Ieder gevecht met indianen dat ik heb meegemaakt was het gevolg van het breken van beloftes en verdragen door de regering."
Ondanks de manier waarop indianen werden tentoongesteld in zijn Wild-Westshows, beijverde hij zich voor betere behandeling van deze bevolkingsgroep. Naast Sitting Bull had hij nog veel andere indianen in dienst, niet in de laatste plaats, omdat hij vond dat ze daardoor een beter leven hadden. Hij noemde hen "de vroegere vijand, huidige vriend, de Amerikaan."
In 1896 stichtte Cody, samen met enkele geldschieters, de stad Cody in Wyoming. In deze stad bevindt zich tegenwoordig het Buffalo Bill Center of the West.
Op slechts 80 kilometer van het Yellowstone National Park is Cody een echte toeristentrekker geworden, waar vaak hooggeplaatsten komen jagen. De oostelijke ingang van het park kan men vanaf Cody bereiken via de Buffalo Bill Cody Scenic Byway.